# Circuit de la Jamaïque
La Piste de la Jamaïque est un circuit automobile de l'île de La Réunion, département d'outre-mer français dans le sud-ouest de l'océan Indien.
Il est situé à Saint-Denis et à proximité de l'aéroport. C'est sur ce circuit que se déroulent principalement les compétitions de Supermotard et de karting de l'île.